# Kissing monkeys

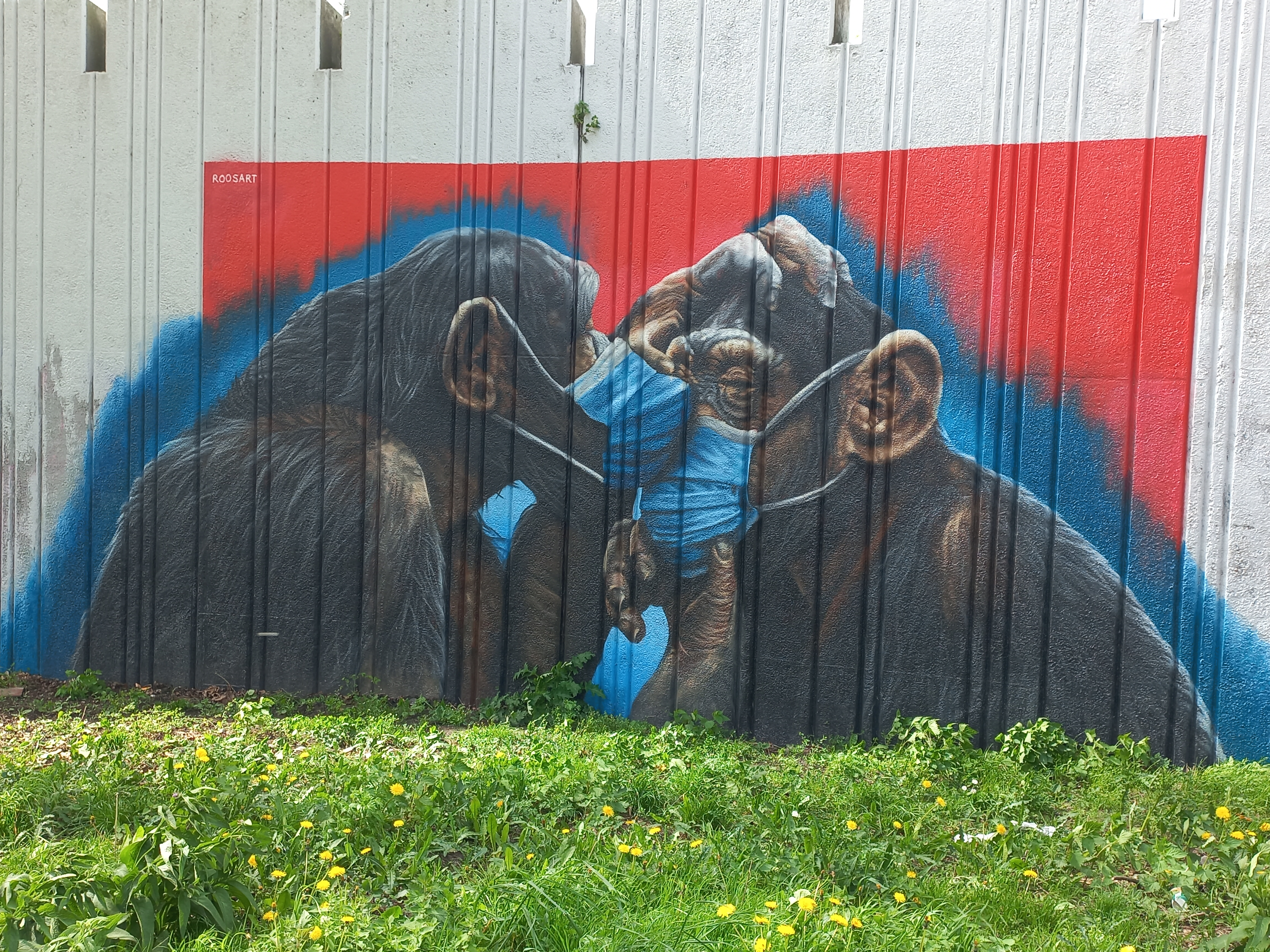
Kissing monkeys (april 2024)

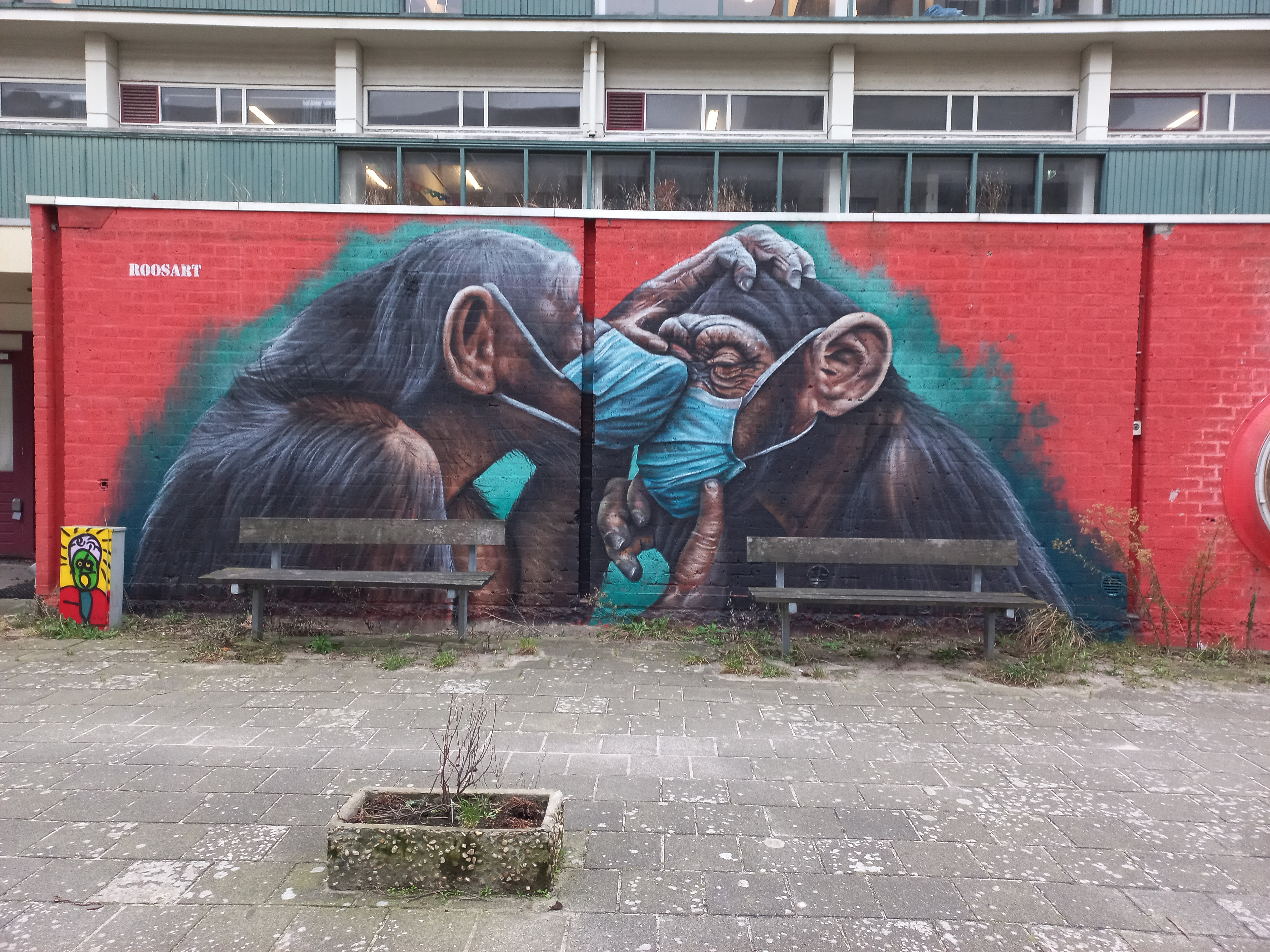
Kissing monkeys (januari 2022)

Kissing monkeys Covid-19 (Apen) is een artistiek kunstwerk in Amsterdam-Zuid.
Het is een muurschildering, een zogenaamde graffiti-painting (schildering), die in 2023 werd gezet door RoosArt oftewel Rosalie de Graaf. Zij, geboren in 1999, en is autodidact op het gebied van muurschilderingen, die over de gehele wereld terug te vinden zijn, maar vooral in Nederland. De titel en ook de afbeelding verwijzen ontegenzeggelijk naar de coronapandemie. Ze laat twee apen zien, die elkaar proberen te kussen, de mondkapjes zitten in de weg. De originele muurschildering werd in twee dagen gemaakt in november 2020 in samenwerking met het televisieprogramma Floortje Blijft Hier van omroep BNNVARA. Presentator Floortje Dessing moest het vanwege die coronapandemie dichter bij huis zoeken.
Op 4 december 2020 was een eerdere versie van de muurschildering al te zien op NPO 1. Deze Kissing monkeys uit 2020 werd gezet op een voormalig schoolgebouw aan de Gaasterlandstraat. Dat gebouw viel vlak daarna ten prooi aan de sloophamer. Drie jaar later mocht De Graaf de publieksprijs van de Dutch Street Art Awards in ontvangst nemen. In 2023 mocht de kunstenaar een nieuwe poging doen. 
De nieuwe muurschildering, met ondertekening links boven, werd gezet op de keerwand van Brug 868, die eerder al voorzien werd van graffiti-writing (tags).